# Sopravvissute
Sopravvissute è un programma televisivo italiano, spin-off di Amore criminale, in onda su Rai 3 con la conduzione di Matilde D'Errico (che ne è anche l'ideatrice e l'autrice). 
Il programma è realizzato presso lo studio TV8 del Centro di produzione Rai di Torino e va in onda in seconda serata dopo la trasmissione Amore criminale.

## Il programma
In Sopravvissute vengono raccontate storie di donne che sono sopravvissute a relazioni pericolose (relazioni caratterizzate da violenza fisica, psicologica, sessuale, economica e più in generale da maltrattamenti e abusi).
Le storie vengono raccontate in studio attraverso la testimonianza delle donne intervistate da Matilde D'Errico. L'intervista è preceduta da un filmato.
La mission della trasmissione è di raccontare quali sono i campanelli d'allarme da non sottovalutare, proprio per aiutare le donne a salvarsi.
Nelle puntate si alternano tre esperti: la psicologa clinica Silvia Michelini, la psicologa sociale Ameya Gabriella Canovi, lo psichiatra forense Renato Ariatti. Intervistati da Matilde D'Errico, i tre esperti offrono una chiave interpretativa delle storie narrate.
In ogni puntata sono raccontate due storie di donne che si sono salvate da relazioni pericolose e violente.
La trasmissione è realizzata con il patrocinio della Presidenza del Consiglio dei Ministri, Dipartimento Pari Opportunità.